# 雲出村
雲出村（くもずむら）は三重県一志郡にあった村。現在の津市雲出各町にあたる。

## 地理
- 海洋 ： 伊勢湾
- 河川 ： 雲出川、雲出古川、月見川

## 歴史
- 1889年（明治22年）4月1日 - 町村制の施行により、一志郡本郷村・長常村・伊倉津村・島貫村の区域をもって雲出村が発足。
- 1952年（昭和27年）6月15日 - 津市に編入。同日雲出村廃止。

## 交通

### 鉄道路線
- 近畿日本鉄道
  - 伊勢線：雲出駅 - 香良洲駅

### 道路
- 国道1号（1952年12月4日より国道23号）